# Woodnesborough
Woodnesborough est un village et une paroisse civile du Kent, en Angleterre. Il est situé dans le district de Douvres, à quelques kilomètres à l'ouest de la ville de Sandwich. Au moment du recensement de 2011, la paroisse civile, qui comprend également les hameaux de Coombe et Marshborough, comptait 1 066 habitants.